# Walter Duranty

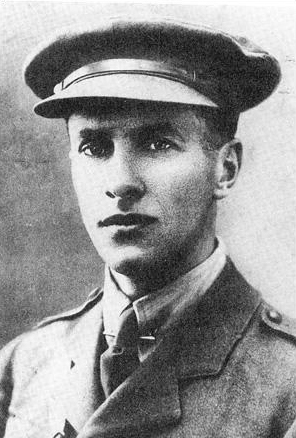
Walter Duranty (1919)

Walter Duranty (* 25. Mai 1884 in Liverpool; † 3. Oktober 1957 in Orlando, Florida) war ein britischer Journalist und Pulitzer-Preisträger, dessen stalinismusfreundliche Berichterstattung in den 1930er Jahren kontroverses Aufsehen erregte.

## Leben
Der aus Liverpool stammende Duranty begann seine journalistische Karriere in Frankreich und Riga, ab 1921 war er als Korrespondent in der Sowjetunion tätig. 1929 gewährte ihm Josef Stalin ein Exklusivinterview. In der Folge kommentierte Duranty den Weg der Sowjetunion in stalinfreundlicher Art, wobei er die Brutalität des Regimes nicht leugnete, aber aus den historischen und ökonomischen Gegebenheiten Russlands erklärte und rechtfertigte. In der Artikelserie für die New York Times, die Duranty 1932 den Pulitzer-Preis brachte, vertrat er beispielsweise die Meinung, das russische Volk bedürfe aufgrund seiner „asiatischen Mentalität“ einer despotischen Führung und kollektiver Wirtschaftsformen. Die ökonomische Liberalisierung der Lenin’schen NÖP-Phase sei dagegen gescheitert, weil sie auf zu „westlichen“ Prinzipien aufgebaut gewesen sei. In einem Artikel vom 24. Juni 1931 beschrieb Duranty die Kulaken, die Gegner der Zwangskollektivierung in der Sowjetunion, als „beinahe privilegierte Klasse“, die sich durch „Fehler“ Lenins gebildet habe. Duranty zeigte Verständnis für die Vernichtung dieser Klasse, deren Zahl er mit etwa fünf Millionen bezifferte. Stalin verglich er mit dem biblischen Propheten Samuel, aber auch mit dem asiatischen Eroberer Tamerlan.
Der Aufdeckung der Hungerkatastrophe in der Ukraine (heute meist Holodomor genannt) durch Gareth Jones und Malcolm Muggeridge widersprach Duranty mit einem Artikel in der New York Times vom 31. März 1933 (Russians Hungry, But Not Starving). Durantys Stellungnahmen führten später zu einer (noch andauernden) Debatte, ob er bewusst gelogen habe oder ob er nur der stalinistischen Propaganda aufgesessen sei. Auch wurden Forderungen laut, ihm nachträglich den Pulitzer-Preis abzuerkennen.
1990 schrieb die New York Times, dass seine freundlichen Berichte über die Sowjetunion „einige der schlechtesten Reportagen in dieser Zeitung“ waren.

## Veröffentlichungen (Auswahl)
- The Curious Lottery and Other Tales of Russian Justice (1929)
- Red Economics (1932)
- Duranty Reports Russia (1934)
- I Write as I Please (1935)
- One Life, One Kopeck (1937)
- The Gold Train (1938)
- The Kremlin and the People (1941)
- Search for a Key (1943)
- USSR: The Story of Soviet Russia (1944)
- Stalin and Co.: The Politburo — The Men Who Run Russia (1949)

## Rezeption
- Red Secrets – Im Fadenkreuz Stalins (orig. Mr. Jones), Film über Gareth Jones von 2019